# Тюрингенский Лес
Тюри́нгенский Лес, или Тюрингский Лес (нем. Thüringer Wald), — горы средней высоты в федеральной земле Тюрингия в восточной части Германии. Хребет тянется на юго-восток от реки Верра, неподалёку от долины реки Родах, отделяющей Тюрингенский Лес от Франконского Леса. Протяжённость около 150 км, ширина до 35 км. Самая высокая точка — гора Большой Беерберг (Гросер-Берберг), 982 м. Представляет собой горст, сложенный в основном гнейсами и гранитами. Преимущественно горы имеют высоту от 200 до 490 метров.
Весь хребет покрыт еловыми, пихтовыми, сосновыми, изредка лиственными лесами. С гор стекают Гера, Виппер и другие реки, впадающие в Унструт и Зале (бассейн Эльбы), Верра и Лайне (бассейн Везера), Родах, Гаслах, Штайнах и Иц (бассейн Рейна).
Граничит с юго-западной оконечностью хребта Тюрингские Сланцевые горы.